# 關明玉
關明玉( Melinda Gant，1970年—) 中美混血兒，來自新加坡。在80年代到90年代演出了不少電影。妹妹關珍妮亦是演員。

## 電影
1988年：《點指賊賊》 
1988年：《女子監獄》 
1989年：《求愛夜驚魂》 
1989年：《嘩鬼有限公司》  
1989年：《神勇雙妹嘜》
1990年：《皇家女將》 
1990年：《祝福》  
1991年：《紅粉至尊》